# Halyal, Hubli
Halyal là một làng thuộc tehsil Hubli, huyện Dharwad, bang Karnataka, Ấn Độ.